# Bylakuppe, Piriyapatna
Bylakuppe là một làng thuộc tehsil Piriyapatna, huyện Mysore, bang Karnataka, Ấn Độ.